# The Eastern States Exposition

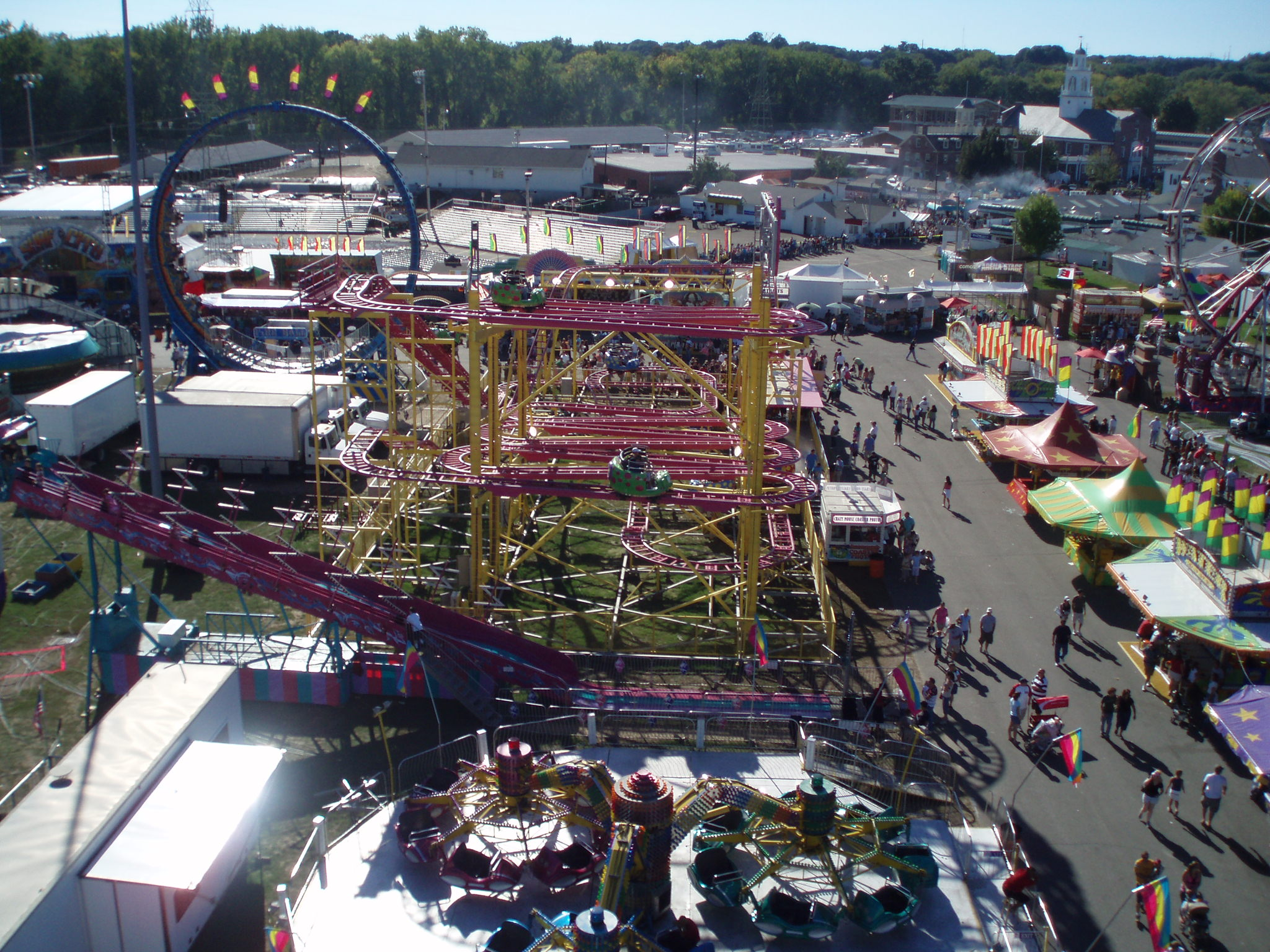
The Big E in West Springfield, Massachusetts, 2007

The Eastern States Exposition, bekannter als The Big E., ist eine jährliche Landwirtschafts- und Publikumsmesse in West Springfield, Massachusetts. Die Messe beginnt jeweils am zweiten Freitag nach dem Labor Day und dauert siebzehn Tage. Die Messe ist die State Fair der Neuengland-Bundesstaaten Connecticut, Maine, Massachusetts, New Hampshire, Rhode Island und Vermont.

## Geschichte

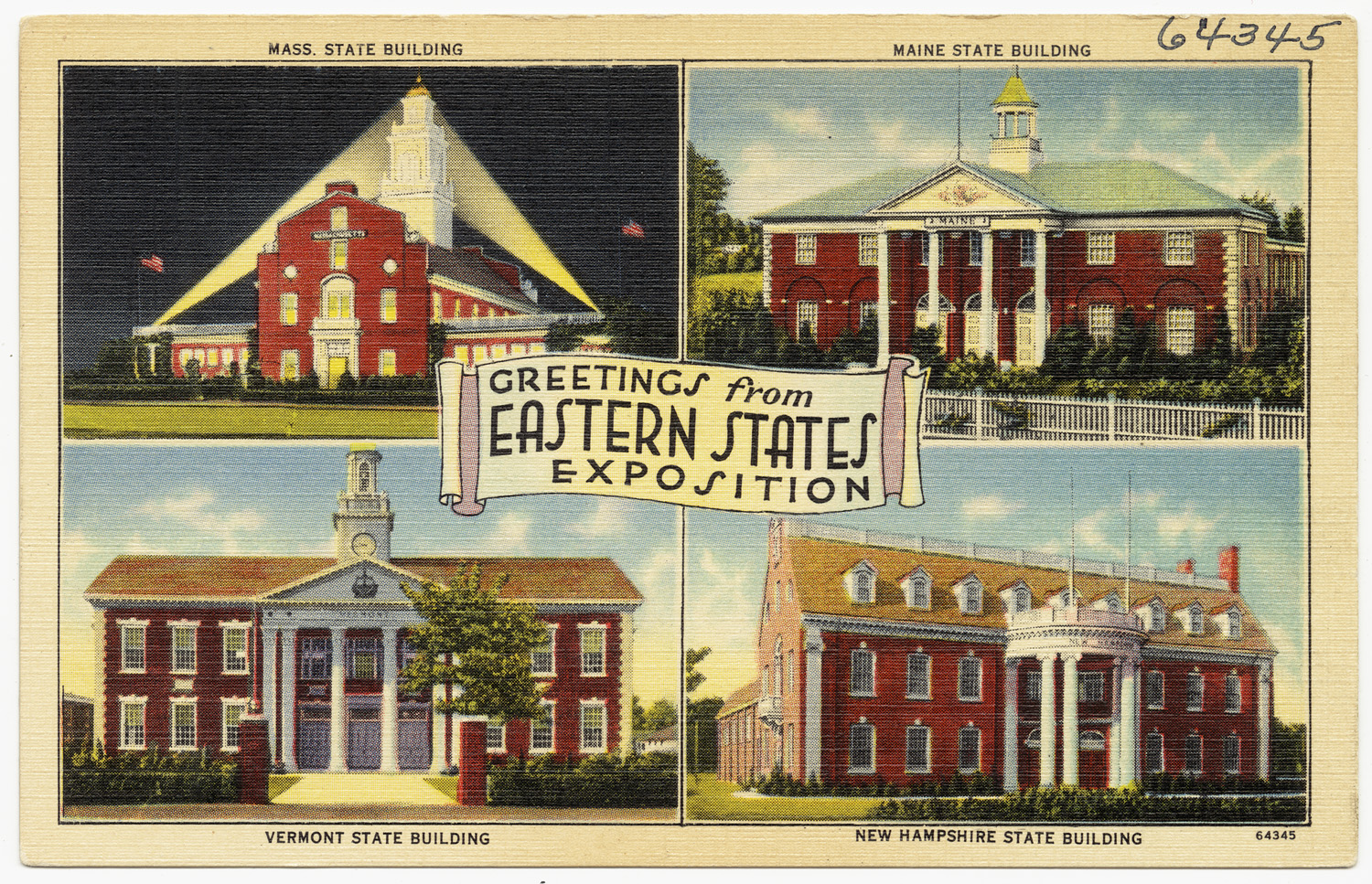
Werbung für die Messe, ca. 1930–1945

Die erste Eastern States Exposition wurde im Oktober 1916 in West Springfield (Massachusetts) unter dem Namen Eastern States Agricultural and Industrial Exposition durchgeführt. Beteiligt waren die sechs Neuengland-Staaten und Delaware, New Jersey, New York und Pennsylvania. Es sollte die Landwirtschaft gefördert werden und Bauern die modernen Praktiken demonstriert werden.
Zusammen mit der Jugendorganisation Boys & Girls Clubs of America wurden Wettbewerbe veranstaltet, bei denen Preise für Landwirtschaftsprodukte und Viehzucht vergeben wurden. Das wurde als „Triumph einer neuen Ausbildungsweise“ gefeiert." Ziel der Ausstellung war es bis in die 1920er-Jahre, die Selbstversorgungsquote in den zehn beteiligten Staaten zu erhöhen und weiterhin die Jugend für Landwirtschaftsberufe zu begeistern.

Werbung für die Eastern States Exposition, 1938

In der gleichen Zeit begann die Messe auch, weitere Interessenfelder zu bewirtschaften. 1923 errichtete die Gesundheitsbehörde von Massachusetts extra ein Gebäude, in dem kostenlose medizinische und zahnmedizinische Untersuchungen angeboten wurden. Mit dem Aufkommen der Eugenik wurden Wettbewerbe für „Gesündere Familien“ veranstaltet.
Seit 1940 verschob sich der Fokus immer mehr auf die Neuengland-Staaten, Teilnehmer aus den anderen vier bisher beteiligten Staaten wurden zu Außenseitern.
Seit 1966 wird die Ausstellung unter dem heutigen Spitznamen „The Big E.“ vermarktet. Das „E“ steht dabei gemäß den Organisatoren für englisch entertainment, education and excitement (Unterhaltung, Bildung und Begeisterung).
Seit der ersten Ausgabe im Jahr 1916 wurde die Durchführung der traditionsreichen Messe nur durch die zwei Weltkriege, während derer das Gelände als Lager benötigt wurde, sowie durch die Corona-Pandemie unterbrochen.

## Attraktionen

### Avenue of States

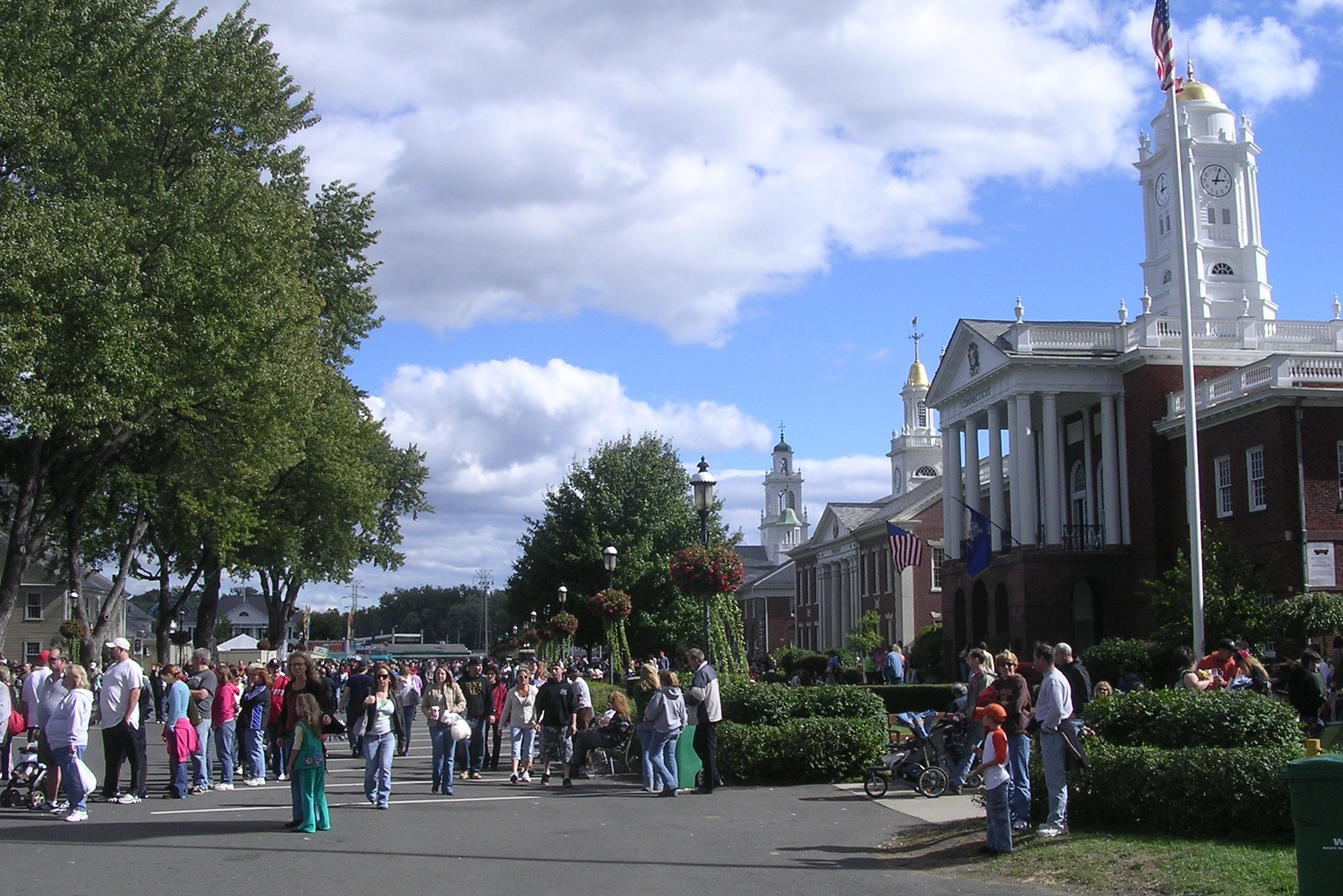
Avenue of States

In der Avenue of States (Straße der Bundesstaaten) stehen Nachbildungen oder idealisierte Versionen der Regierungsgebäude der beteiligen Bundesstaaten. In den Gebäuden werden den Gästen Spezialitäten der entsprechenden Bundesstaaten angeboten. Natürlich findet man auch auf dem restlichen Ausstellungsgelände genügend Möglichkeiten, sich zu verpflegen.
Auch bekannte dort beheimatete Firmen haben Stände. Das Land auf dem die Gebäude stehen gehört den jeweiligen Bundesstaaten. Durch Vertrag sind die jeweiligen Staatspolizeien für die Sicherheit in den einzelnen Ausstellungen verantwortlich.

### Vieh

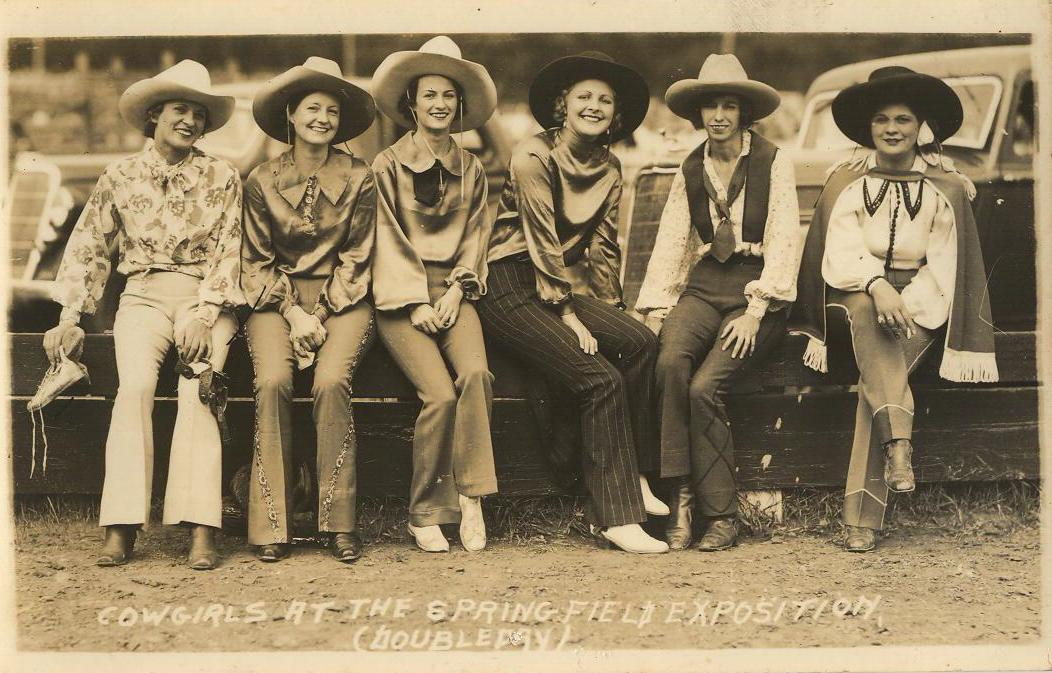
Springfield cowgirls, c. 1930

Auch heute ist die Landwirtschaft ein zentraler Teil der Ausstellung. Mehr als 7.100 Mitglieder von 4-H und FFA nehmen jeweils teil. Es gibt diverse Attraktionen für Jugendliche und Auszubildende.
Viehschauen machen einen großen Teil der Ausstellung aus. In der Arena werden täglich Pferdedarbietungen gezeigt und die Besucher finden Ziegen, Hühner, Schafe und Schweine.

### Händler
Kleine Läden sind eine der Hauptattraktionen der Big E. Verkäufer können auf dem ganzen Messegelände angetroffen werden. Sie verkaufen alles, von kleinen Andenken bis zu Haushaltswaren und Kleidern. Einige Händler betreiben gleich mehrere Stände an verschiedenen Orten, um eine möglichst große Zahl an Kunden zu erreichen. Im Better Living Center, dem größten Ausstellungsbereich, werden Haushaltsartikel, Geschirr und Nahrungsergänzungsmittel dargeboten. Im International Building finden die Gäste Importartikel, insbesondere aus Staaten mit Verbindungen nach Neuengland, beispielsweise aus Irland oder Italien.

## Besucherzahlen
| Jahr | Besucher  |
| ---- | --------- |
| 2022 | 1,603,354 |
| 2021 | 1,498,774 |
| 2020 | 0         |
| 2019 | 1,629,527 |
| 2018 | 1,543,470 |
| 2017 | 1,525,553 |
| 2016 | 1,418,042 |
| 2015 | 1,345,961 |
| 2014 | 1,498,605 |
| 2013 | 1,481,917 |
| 2012 | 1,365,896 |
| 2011 | 1,201,428 |